# مدرسة أغا بابا خان
مدرسة أغا بابا خان هي مدرسة تاريخية تعود إلى الدولة الزندية، وتقع في شيراز.